# Bonaventure de Menten de Horne
Bonaventure Jean Marie ridder de Menten de Horne (Sint-Truiden, 25 februari 1779 - aldaar, 24 januari 1823) was een politicus uit de Zuidelijke Nederlanden en burgemeester van Sint-Truiden.

## Biografie
Bonaventure was een van de elf kinderen van Léon-François de Menten (1752-1822), schepen in het hooggerechtshof van Sint-Truiden. In 1814 volgde hij Johannes Van den Berck op als burgemeester van Sint-Truiden. Hij zou deze positie bekleden tot 1819, en wederom van 1822 tot aan zijn dood in 1823. In 1816 werd hij benoemd in het Ridderschap van Limburg, met de titel ridder overdraagbaar op al zijn mannelijke afstammelingen. Hij bleef ongehuwd, zodat met hem deze tak uitstierf.
Zijn jongere broer Jean-Théodore de Menten de Horne (1789-1860) was tevens burgemeester van Sint-Truiden van 1832 tot 1836.